# NSoft
NSoft – przedsiębiorstwo zajmujące się tworzeniem oprogramowania typu business-to-business z siedzibą w Mostarze w Bośni i Hercegowinie. Zostało założone w 2008 roku przez Igora Krezicia. Obecnie zatrudnionych jest ponad 350 pracowników, którzy obsługują klientów z ponad 35 krajów. NSoft jest również członkiem Bit Alliance, organizacji pozarządowej zrzeszającej firmy informatyczne z Bośni i Hercegowiny. Główną działalnością jest tworzenie oprogramowania na zamówienie dla zakładów bukmacherskich i branży gier, w tym wewnętrzne tworzenie gier wirtualnych i gier liczbowych. Firma zajmuje się również tworzeniem oprogramowania dla systemów zarządzania wideo. Ich oprogramowanie do nadzoru oparte na sztucznej inteligencji nazywa się Vision.